# Dayle Haddon
Dayle Haddon (Montréal, 26 maggio 1948 – Solebury, 27 dicembre 2024) è stata un'attrice e modella canadese.

## Biografia
Nata e cresciuta a Montréal, all'età di otto anni entrò nel mondo dello spettacolo prima come ballerina (fece parte dai 13 anni del Grandes Ballets Canadiennes), poi come modella (a 18 anni fu eletta Miss Montréal) e infine come attrice. Trasferitasi a Hollywood, esordì nel cinema con la produzione Disney Nanù, il figlio della giungla (1973) a fianco di Jan-Michael Vincent. Accettò successivamente la proposta di posare nuda per Playboy. Fu perciò licenziata dalla major americana, ma subito dopo venne notata dal cinema italiano che la chiamò per farle interpretare al fianco di Massimo Ranieri la commedia erotica La cugina (1974), cui seguirono altre pellicole. Negli anni novanta apparve in due film di Woody Allen: Pallottole su Broadway (1994) e Celebrity (1998).
È morta il 27 dicembre 2024 per asfissia da monossido di carbonio, nella sua casa a Solebury in Pennsylvania, all'età di 76 anni.

## Filmografia parziale

### Cinema

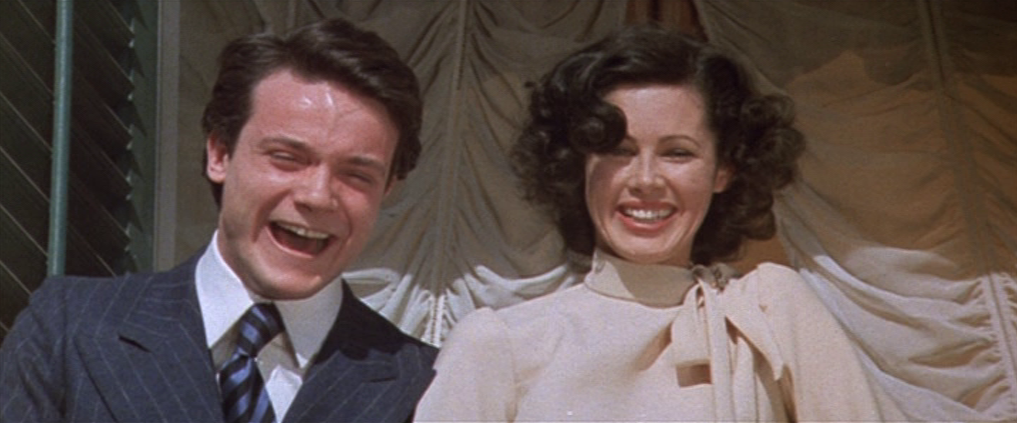
Dayle Haddon con Massimo Ranieri nel film La cugina (1974)

Dayle Haddon nel film 40 gradi all'ombra del lenzuolo (1976)

- Nanù, il figlio della giungla (The World's Greatest Athlete), regia di Robert Scheerer (1973)
- La cugina, regia di Aldo Lado (1974)
- La città gioca d'azzardo, regia di Sergio Martino (1975)
- La supplente, regia di Guido Leoni (1975)
- 40 gradi all'ombra del lenzuolo, episodio La guardia del corpo, regia di Sergio Martino (1976)
- Spermula, regia di Charles Matton (1976)
- Maschio latino... cercasi, regia di Giovanni Narzisi (1977)
- Madame Claude, regia di Just Jaeckin (1977)
- Un uomo in premio (Le dernier amant romantique), regia di Just Jaeckin (1978)
- I mastini del Dallas (North Dallas Forty), regia di Ted Kotcheff (1979)
- Gli occhi indiscreti di uno sconosciuto (Bedroom Eyes), regia di William Fruet (1984)
- Amore e musica (Paroles et musique), regia di Élie Chouraqui (1984)
- Cyborg, regia di Albert Pyun (1989)
- Zwei frauen - Il silenzio del lago ghiacciato (Zwei Frauen), regia di Carl Schenkel (1989)
- Bolle magiche (Unbecoming Age), regia di Alfredo Ringel e Deborah Ringel (1992)
- Pallottole su Broadway (Bullets Over Broadway), regia di Woody Allen (1994)
- Celebrity, regia di Woody Allen (1998)

### Televisione
- I viaggiatori delle tenebre (The Hitchhiker) – serie TV, 1 episodio (1986)
- Max Headroom – serie TV, 1 episodio (1987)

## Doppiatrici italiane
- Melina Martello in 40 gradi all'ombra del lenzuolo
- Vittoria Febbi in La supplente, La città gioca d'azzardo
- Rossella Izzo in La cugina
- Maria Pia Lepore in Un uomo in premio

## Agenzie
- Storm Model Agency - Londra
- Bryan Bantry